# Mirko Puglioli
Mirko Puglioli (* 16. August 1973 in Pisa) ist ein ehemaliger italienischer Radrennfahrer.

## Werdegang
In seiner Karriere als Profi war er zweimal erfolgreich. Es gelang ihm ein Sieg im italienischen Eintagesrennen Gran Premio Industria e Commercio Artigianato Carnaghese sowie ein Etappenerfolg bei der Tour de l’Ain. 
Nach Beendigung seiner Laufbahn konzentrierte er sich nach 2001 auf den Amateursport und trat zu Jedermannrennen an. 
Er konnte 2001 die Maratona dles Dolomites und zweimal in Folge 2003 und 2004 den Ötztaler Radmarathon für sich entscheiden.

## Erfolge
1999
- Gran Premio Industria e Commercio Artigianato Carnaghese
- eine Etappe Tour de l’Ain

2001
- Maratona dles Dolomites

2003
- Ötztaler Radmarathon

2004
- Ötztaler Radmarathon